# Wydział Filozoficzny Uniwersytetu im. Adama Mickiewicza w Poznaniu
Wydział Filozoficzny Uniwersytetu im. Adama Mickiewicza w Poznaniu – jeden z 6 wydziałów dziedzinowych Szkoły Nauk Humanistycznych UAM w Poznaniu, który mieści się przy ulicy Szamarzewskiego 89c.   

## Charakterystyka działalności
Rada Naukowa Wydziału Filozoficznego posiada uprawnienia do nadawania stopnia doktora oraz doktora habilitowanego w zakresie filozofii. 
Wydział Filozoficzny UAM wydaje obecnie trzy czasopisma naukowe: 
- Ethics in Progress - redaktorem naczelnym jest prof. dr hab. Ewa Anna Nowak.
- Filozofia Publiczna i Edukacja Demokratyczna - redaktorem naczelnym jest dr hab. Piotr W. Juchacz.
- Peitho. Examina Antiqua - redaktorem naczelnym jest dr hab. Mikołaj Domaradzki.

Na Wydziale działa Studenckie Koło Naukowe Filozofów, które wydaje pismo filozoficzne Preteksty, publikujące prace najbardziej uzdolnionych studentów.
Problematyka badawcza podejmowana przez pracowników Wydziału obejmuje zróżnicowany obszar dociekań filozoficznych i metodologicznych. Tematy badawcze realizowane na Wydziale to m.in.: problem percepcji w filozofii i kognitywistyce, metoda idealizacji, metafizyczny status świadomości, filozofia niemiecka XVIII-XX wieku, przeobrażenia w myśli zachodnioeuropejskiej czasów nowożytnych, wybrane problemy filozofii religii, etyka, etyka ekologiczna, filozofia moralności, filozofia prawa, filozofia publiczna, kantyzm w Polsce, kultura nowoczesna a postnowoczesna, postmodernizm, racjonalność działań, filozofia grecka, filozofia Wschodu, współczesna filozofia amerykańska, aksjologia ogólna, filozoficzne aspekty feminizmu, filozofia polityki, filozofia fizyki i matematyki, metodologia teorii rozwoju biologicznego, metodologiczne aspekty praktyki badawczej chemii, społeczne uwarunkowania twórczości naukowej i rozwoju nauki, poznawczy status wiedzy naukowej, logika ogólna, logika pytań.
Wydział Filozoficzny współpracuje z poznańskim oddziałałem Polskiego Towarzystwa Filozoficznego oraz Poznańskim Towarzystwem Przyjaciół Nauk.
Od 1 października 2019 roku, zarządzeniem Rektora UAM, jednostka funkcjonuje jako Wydział Filozoficzny Uniwersytetu im. Adama Mickiewicza w Poznaniu.

## Władze Wydziału
W kadencji 2024–2028:
| Stanowisko                                            | Imię i nazwisko              |
| ----------------------------------------------------- | ---------------------------- |
| Dziekan                                               | prof. dr hab. Roman Kubicki  |
| Prodziekan ds. kształcenia                            | dr hab. Sławomir Leciejewski |
| Prodziekan ds. naukowych i współpracy międzynarodowej | dr Dawid Rogacz              |
| Prodziekan ds. studenckich i organizacyjnych          | dr hab. Radosław Kazibut     |

## Nagrody i wyróżnienia
- Trzecie miejsce w rankingu kierunków studiów na kierunku filozofia w Polsce (PERSPEKTYWY 2016).
- Wyróżnienie: Studia z Przyszłością dla Studiów podyplomowych Etyka Nauczycielska.
- Kategoria A jednostki macierzystej jaką jest Wydział Nauk Społecznych UAM.

## Struktura organizacyjna
Od 1 stycznia 2020:
| Jednostka                                                                     | Kierownik                          |
| ----------------------------------------------------------------------------- | ---------------------------------- |
| Zakład Antropologii Filozoficznej i Estetyki                                  | dr hab. Mariusz Moryń              |
| Zakład Etyki                                                                  | prof. dr hab. Ewa Anna Nowak       |
| Zakład Filozofii Kultury                                                      | prof. dr hab. Roman Kubicki        |
| Zakład Filozofii Polityki i Komunikacji Społecznej                            | dr hab. Krzysztof Przybyszewski    |
| Zakład Filozofii Nauki i Techniki                                             | dr hab. Sławomir Leciejewski       |
| Zakład Historii Filozofii                                                     | dr hab. Andrzej Wawrzynowicz       |
| Zakład Logiki i Metodologii Nauk                                              | dr hab. Zbigniew Tworak            |
| Pracownia Epistemologii i Kognitywistyki                                      | prof. dr hab. Krzysztof Brzechczyn |
| Pracownia Filozofii Publicznej i Filozofii Prawa                              | dr hab. Piotr Juchacz              |
| Pracownia Komunikacji Naukowej                                                | dr hab. Emanuel Kulczycki          |
| Centrum Badań nad Polityką Publiczną                                          | prof. dr hab. Marek Kwiek          |
| Centrum Transdyscyplinarnych Badań nad Sędziami Społecznymi i Sądami Dikastai | dr hab. Piotr Juchacz              |